# Мойсей Вересич (єпископ)
Мойсе́й Вере́сич (серб. Єпископ Мојсіје, в миру Максим Вересич, серб. Максим Вересіћ; 1835, Страгарі, Крагуєвацький округ — 4 жовтня 1896, Белград) — єпископ Белградської митрополії, єпископ Неготинський.

## Біографія
Народився в селі Страгарі Крагуєвацького округу в родині Йована і Стане Вересичів.
Прийняв постриг в монастирі Благовіщення Рудницьке, після чого вступив у Белградську духовну семінарію. Став дияконом у єпископа Шабацького Михайла Йовановича, який і послав його в Київську духовну академію, яку закінчив в 1863 році зі ступенем кандидата богослів'я.
Після завершення освіти став у 1862 році писарем Белградської консисторії, а з 1866 року суплентом Белградської семінарії. 14 вересня 1868 року призначений єпископом Шабацьким. З 6 лютого 1869 року — член-кореспондент Сербського наукового товариства.
19 жовтня 1874 відправлений на пенсію.
10 червня 1880 року призначений єпископом Неготинським.
Після вигнання митрополита Михайла в 1881 році уряд Сербії призначив його адміністратором митрополії. Після обрання митрополитом Белградським Феодосія Мраовича був включений до складу адміністрації нового митрополита, але незабаром знову був звільнений на пенсію.
Мав нетипову зовнішність (слабкий розвиток волосяного покриву на обличчі), через що отримав прізвисько Мойсей Лисий в памфлетах, що переповнювали Сербію, яка вирувала від церковно-політичних інтриг.
З листопада 1892 року — почесний член Сербської королівської академії.
Помер 4 жовтня 1896 року в Белграді у званні державного радника.
Похований у крипті церкви святого Марка.